# Grand veneur
Pour les articles homonymes, voir Grand veneur (homonymie).
« Veneur » redirige ici. Pour l’article homophone, voir Venner.
Le terme de veneur (du latin venator, « chasseur ») recouvre à l’origine une fonction honorifique : celle du chasseur qui dirige la chasse à courre. 
À partir du XIIe siècle, les officiers de la vénerie furent placés sous les ordres d’un chef unique, qui prit le nom de grand veneur à partir du XVe siècle. Sa charge était l’une des plus importantes du royaume.

## Fonctions
- Grand veneur de France
- Grand veneur de Bretagne
- Grands veneurs de Brabant en Belgique